# Frederik Sødring

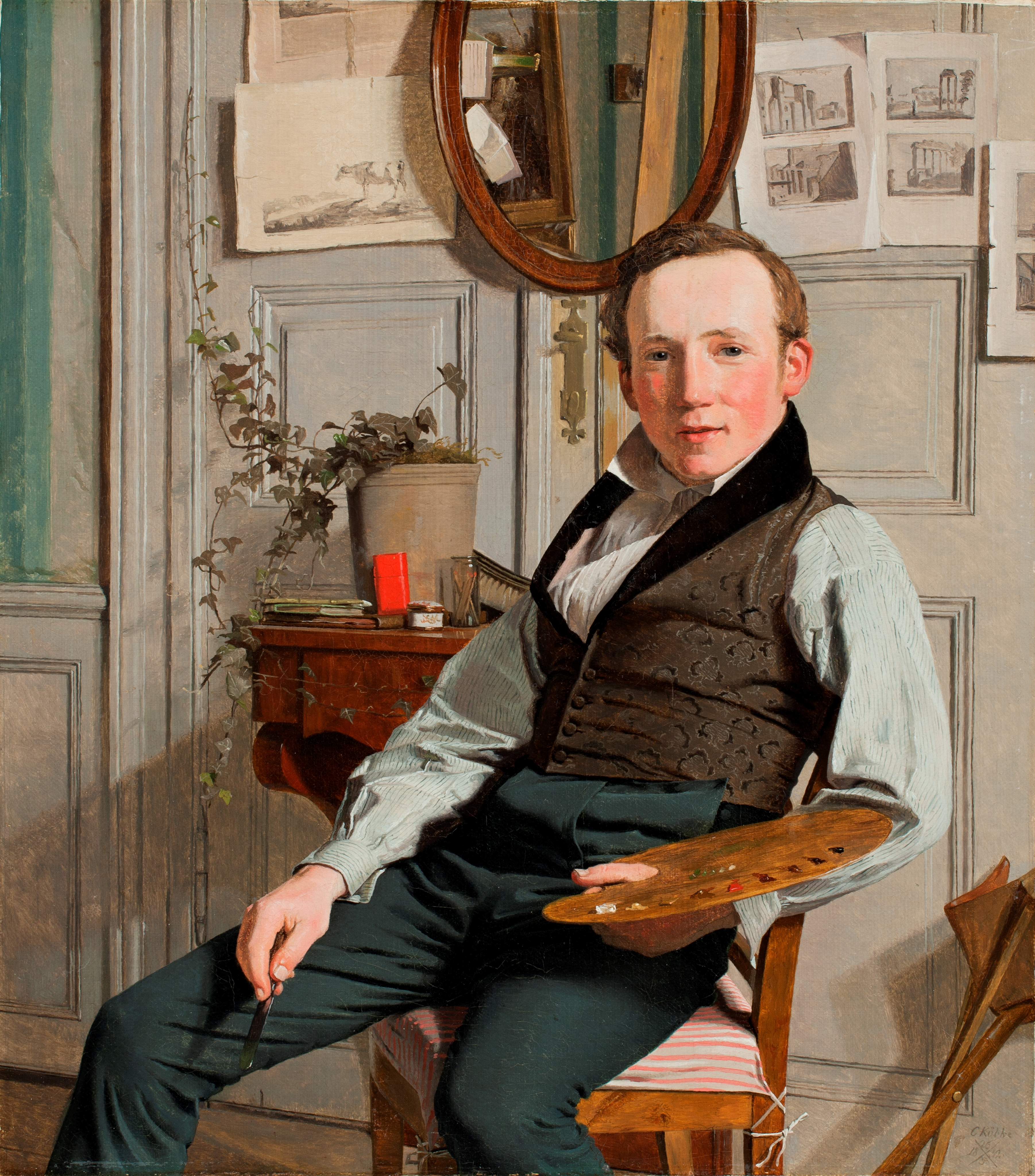
Frederik Sødring porträtterad av Christen Købke

Frederik Hansen Sødring, född 31 maj 1809 i Ålborg, död 18 april 1862 i Hellerup, Danmark, var en dansk målare.
Han var son till skeppsredaren Peder Hansen Sødring och Ane Dorte Jepsen och från 1843 gift med Henriette Marie de Bang. Han växte delvis upp i Norge. Sødring som utbildades vid Det Kongelige Danske Kunstakademi i Köpenhamn på 1820-talet och som privatelev till Christoffer Wilhelm Eckersberg 1835 kom att tillhöra gruppen av romantiska voyage pittoresque-målare med starkt intresse för riddarborgar och bergsscenerier. Han gjorde flera målarresor till Norge, Tyskland och Sydsverige 1832–1836 och målade då bland annat motiv från Blekinge, Jönköping och Huskvarna. Han medverkade i bland annat Charlottenborgs utställningarna i Köpenhamn 1828–1858,  Parissalongen 1843 och den Nordiska konstutställningen i Köpenhamn 1872. Sødring är representerad vid bland annat Statens Museum for Kunst, Bornholms museum, Sorø museum, Vejlemuseerne, Nationalmuseum i Stockholm.